# Cymodusa ruficincta
Cymodusa ruficincta är en stekelart som beskrevs av Sanborne 1986. Cymodusa ruficincta ingår i släktet Cymodusa och familjen brokparasitsteklar. Inga underarter finns listade i Catalogue of Life.